# Петропавловка (Уйський район)
Петропавловка (рос. Петропавловка) — село в Уйському районі Челябінської області Російської Федерації.
Населення становить 741 особу (2017). Входить до складу муніципального утворення Петропавловське сільське поселення.

## Історія
З 1926 року належить до Уйського району, котрий у 1929-1962 роках називався Колхозний (Колгоспний). У 1962-1964 роках у складі Чебаркульського району.
Згідно із законом від 17 вересня 2004 року органом місцевого самоврядування є Петропавловське сільське поселення .

## Населення
| 2002 | 2010 | 2011 | 2012 | 2013 | 2014 | 2015 |
| ---- | ---- | ---- | ---- | ---- | ---- | ---- |
| 998  | ↘879 | →879 | ↘845 | ↘812 | ↘770 | ↘756 |
| 2016 | 2017 |      |      |      |      |      |
| →756 | ↘741 |      |      |      |      |      |